# Marc Gatcomb
Marc Gatcomb, född 22 juli 1999, är en amerikansk professionell ishockeyforward som är kontrakterad till New York Islanders i National Hockey League (NHL) och spelar för Bridgeport Islanders i American Hockey League (AHL).
Han har tidigare spelat för Abbotsford Canucks i AHL; Kalamazoo Wings i ECHL samt Connecticut Huskies i National Collegiate Athletic Association (NCAA).
Gatcomb blev aldrig NHL-draftad.

## Statistik
| 2014–2015   | Eastern Mass Senators U16 | MSHL        | 15  | 4  | 1  | 5  | 16 | —  | — | — | — | — |
| 2015–2016   | Valley Jr. Warriors U16   | MSHL        | 12  | 3  | 3  | 6  | 6  | —  | — | — | — | — |
| 2016–2017   | Frederick Gunn            |             | 32  | 13 | 13 | 26 | —  | —  | — | — | — | — |
|             | Boch Militia U18          |             | 16  | 4  | 5  | 9  | —  | —  | — | — | — | — |
| 2017–2018   | Frederick Gunn            |             | 31  | 14 | 13 | 27 | —  | —  | — | — | — | — |
| 2018–2019   | Connecticut Huskies       | NCAA        | 31  | 1  | 0  | 1  | 4  | —  | — | — | — | — |
| 2019–2020   | Connecticut Huskies       | NCAA        | 34  | 7  | 5  | 12 | 18 | —  | — | — | — | — |
| 2020–2021   | Connecticut Huskies       | NCAA        | 23  | 6  | 6  | 12 | 14 | —  | — | — | — | — |
| 2021–2022   | Connecticut Huskies       | NCAA        | 36  | 8  | 13 | 21 | 14 | —  | — | — | — | — |
|             | Abbotsford Canucks        | AHL         | 6   | 0  | 0  | 0  | 2  | —  | — | — | — | — |
| 2022–2023   | Abbotsford Canucks        | AHL         | 45  | 3  | 5  | 8  | 24 | 6  | 1 | 0 | 1 | 2 |
|             | Kalamazoo Wings           | ECHL        | 6   | 1  | 3  | 4  | 6  | —  | — | — | — | — |
| 2023–2024   | Abbotsford Canucks        | NHL         | 61  | 9  | 11 | 20 | 32 | 6  | 1 | 0 | 1 | 2 |
| 2024–2025   | New York Islanders        | NHL         | 1   | 0  | 0  | 0  | 0  | —  | — | — | — | — |
|             | Bridgeport Islanders      | AHL         | 34  | 9  | 8  | 17 | 18 | —  | — | — | — | — |
| NHL totalt  | NHL totalt                | NHL totalt  | 1   | 0  | 0  | 0  | 0  | —  | — | — | — | — |
| AHL totalt  | AHL totalt                | AHL totalt  | 146 | 21 | 24 | 45 | 76 | 12 | 2 | 0 | 2 |   |
| NCAA totalt | NCAA totalt               | NCAA totalt | 124 | 22 | 24 | 46 | 50 | —  | — | — | — | — |